# Peter Borsdorff
Klaus Peter Borsdorff (* 4. Juli 1943 in Bad Warmbrunn) ist ein ehemaliger Marathonläufer. Er sammelt Spenden für bedürftige Kinder und wurde dafür mit dem Bundesverdienstkreuz ausgezeichnet.

## Leben
Borsdorff wurde mit seinen Eltern und seinen beiden Geschwistern 1945 aus Schlesien vertrieben. Seit 1951 lebt er in Düren. Er arbeitete als Techniker, Ingenieur und später 25 Jahre lang als Personalleiter in einem mittelständischen Industrieunternehmen. Im August 2006 ging er in den Ruhestand.
Anfang der 1980er Jahre entdeckte Borsdorff sein Interesse am Laufen. Sein Arzt hatte ihm geraten, sich aus gesundheitlichen Gründen mehr zu bewegen. Bei seinem Heimatverein, dem Dürener TV 1847, begann er mit dem Sport. 1984 lief er in Essen seinen ersten Marathon. In den folgenden Jahren erreichte er Zeiten unter drei Stunden. Ein sportlicher Höhepunkt war für ihn die Teilnahme am New-York-Marathon 1989. Seine 2005 verstorbene Ehefrau Doris begleitete ihn bei vielen Läufen.

## Initiative „Running for Kids“
Bei einem Trainingslauf im Januar 1995 kam Borsdorff der Gedanke, dass es ihm in seinem Leben sehr gut geht. Er wollte nun Menschen helfen, denen es nicht so gut geht. Insbesondere wollte er Kinder in der Region unterstützen. Dazu gründete er als Privatmann die Initiative „Running for Kids“, anfangs noch unter dem Titel „Leichtathleten helfen behinderten Kindern“. Er bastelte aus einem Laufschuh eine Spendendose und warb bei seinen Vereinskameraden für die Aktion. Die ersten tausend D-Mark spendete er an einen Kindergarten in Düren.
Seitdem hat Borsdorff seine sportlichen Ambitionen zurückgestellt und konzentriert sich auf seine Aktivitäten als Spendensammler. Er unterstützt regelmäßig Kinder mit Behinderungen und Einrichtungen in Düren und Umgebung, die sich um Kinder kümmern. Da er als Privatmann ohne Organisation im Hintergrund tätig ist, hat er keine Verwaltungskosten und gibt jeden Euro an die bedürftigen Kinder weiter. Mit seiner Spendendose ist er bei vielen Laufveranstaltungen, bei Heimspielen des Volleyball-Bundesligisten SWD Powervolleys Düren und bei weiteren Veranstaltungen präsent. Außerdem stehen in diversen Geschäften seine Sammeldosen. Er dokumentiert alle Spenden und kommentiert bei Facebook seine Aktivitäten.
Am 9. Dezember 2014 erreichte Borsdorff mit seinen Spenden die Marke von einer Million Euro. Am 5. September 2018 kam er auf zwei Millionen Euro.

## Peter-und-Paul-Lauf
1999 veranstaltete Borsdorff gemeinsam mit dem Dürener Bürgermeister Paul Larue erstmals den Peter-und-Paul-Lauf. Dabei laufen mehr als tausend Teilnehmer auf der Jahnkampfbahn des Dürener TV. Für jede absolvierte Runde spenden Sponsoren einen bestimmten Geldbetrag an „Running for Kids“. Der Lauf findet jährlich statt. An der 21. Ausgabe nahmen am 28. Juni 2019 rund 1400 Menschen teil und schafften 37.921 Runden (15168,4 km), was einen Spendenbetrag von 62.638,17 € ergab.

## Medienberichte
Die lokalen Medien berichten regelmäßig über Borsdorff und seine Aktivitäten, so dass er in der Region als der Mann „met de Duus“ (mit der Dose) bekannt ist. Auch überregionale Medien wurden in den letzten Jahren auf ihn aufmerksam. Bei den Fernsehsendern WDR und Sat.1 wurde er porträtiert und interviewt. Auch die Zeitung Die Welt berichtete über ihn.

## Auszeichnungen
Borsdorff wurde für seine Initiative „Running for Kids“ mehrmals ausgezeichnet. 2001 bekam er die Verdienstmedaille der Bundesrepublik Deutschland. 2004 erhielt er den Egidius-Braun-Preis der Aachener Nachrichten. Im September 2013 wurde er mit der selten verliehenen Bürgermedaille der Stadt Düren geehrt. Seine bisher höchste Auszeichnung ist das Bundesverdienstkreuz am Bande. Landrat Wolfgang Spelthahn nahm die Ehrung am 15. Januar 2015 im Namen von Bundespräsident Joachim Gauck vor.
Der WDR zeichnete Peter Borsdorff im Mai 2015 mit dem „Ehrwin“, einem Preis für ehrenamtliches Engagement, aus und sendete dazu ein Porträt in der Lokalzeit.
Eine musikalische Hommage wurde Borsdorff durch die Dürener Mundartgruppe Bremsklötz zuteil. Die Band widmete ihm Anfang 2014 das Lied „Engel op Loofschohn“ (Engel auf Laufschuhen), das seine Aktivitäten als laufender Spendensammler würdigt.
Am 3. Oktober 2019 erhielt Peter Borsdorff den Europäischen Sozialpreis.
Am 22. August 2023 wurde er mit dem Verdienstorden des Landes Nordrhein-Westfalen ausgezeichnet.